# Leonardus Antonius Aldegonda Maria Raymakers

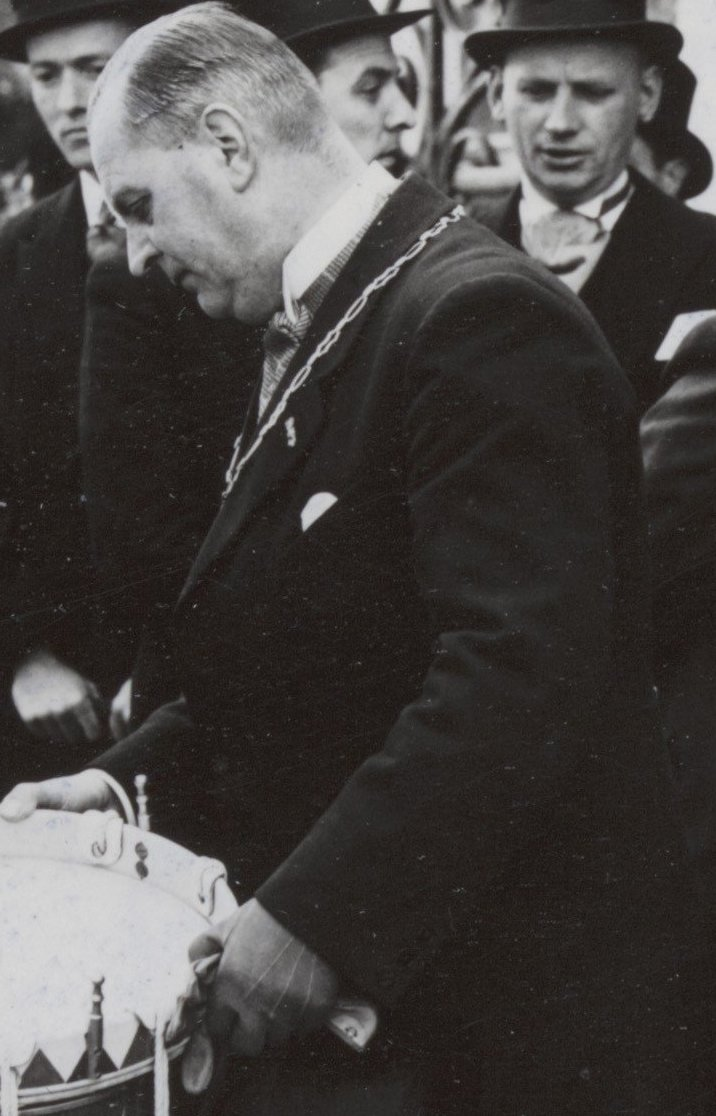
Burgemeester L.A.A.M. Raymakers (1951)

Leonardus Antonius Aldegonda Maria Raymakers/Raijmakers (Hees, 24 mei 1904 – Nijmegen, 14 juli 1980) was een Nederlands politicus van de KVP.
Hij werd geboren als zoon van Leonardus Cornelus Adrianus Maria Raymakers (1881-1944; koopman) en Anna Poelen (1882-1955). In 1926 werd hij bij de infanterie benoemd tot reserve tweede luitenant en eind 1931 volgde promotie tot reserve eerste luitenant. Raymakers was commandant van de opslagplaats van de Generaal De Bonskazerne in Grave voor hij in 1947 benoemd werd tot burgemeester van Grave. In juni 1969 ging hij met pensioen en midden 1980 overleed hij op 76-jarige leeftijd. In Grave is naar hem de 'Burgemeester Raijmakerslaan' vernoemd.